# La nevada
La nevada o El invierno es un cuadro de Francisco de Goya conservado en el  Museo del Prado y que forma parte de la serie de cartones para tapices que representaban las estaciones. Actualmente se encuentra expuesto junto con otras obras de Goya en la sala 85 de la 2.ª planta.

## Análisis del cuadro
Corresponde a una serie de cartones que Goya pintó para los tapices que irían destinados al comedor del príncipe de Asturias, del palacio de El Pardo en Madrid. Formó parte de un conjunto compuesto por Las floreras, La vendimia, La era y este del invierno. Era una serie dedicada a las cuatro estaciones. Lo original de Goya en el caso de esta pintura está en el tema, en la manera de interpretar y desarrollar con los pinceles lo que es un invierno crudo. Es la primera vez en la historia de la pintura que se representa dicha estación de manera realista, sin romanticismos; por lo general se venía representando de manera idealista, como una estación divertida y grata.
Aquí se nos presenta como algo natural en los meses del año, con un ambiente frío, desapacible y triste, donde los protagonistas son unos personajes que sufren la rudeza del viento y la nieve. Detrás de ellos va un burro transportando un cerdo abierto en canal. Es una escena costumbrista más, de tantas como pintó Goya. En este caso está hablando con sus pinceles de la matanza del cerdo, que suele hacerse en los fríos días de invierno. Todos los personajes de la escena tienen frío, los tres hombres del burro, los guardias y hasta el perro que esconde el rabo entre las patas. 
Con la ayuda del color blanco Goya consigue transmitir el frío de la nieve y la ventisca, contrastando con los tonos oscuros de su alrededor. Otro elemento importante en la escena es el viento que mueve los árboles desprovistos ya de sus hojas, al mismo tiempo que lanza copos de nieve al rostro de los hombres. El tema fue una novedad entre sus contemporáneos.